# JessX
JessX（前稱jESSE）是一种开放式软件，其目的是用来模拟金融市场。它允许许多人在类似纽约证券交易所（NYSE）的虚拟交易平台上交易。人们可以在这个平台上买卖各种股票，债券，外汇，或大宗商品。这个模拟软件是专为实验金融学的研究人员而设计的。它可以在网上被免费下载。

## 特色
在JessX中，存在各种竞价方式。同时，研究人员还可以给一些试验参与者发送关于市场的信息，对另一些不给予信息。这样可以创造一种不对称信息的环境，易于研究人员进一步研究。此外，JessX中还包含各种分析工具，如图表等。试验数据可以被导出至任意一种电子制表软件中，如Excel。这样，实验人员可以对数据从事各种定量分析。

## 开发团队
目前，已有两个团队参与了软件的开发。每组6人，他们都来自法国里尔中央学校。第一支团队，（即EcoXP），他们与2003年9月开始这个项目，并与2005年5月停止。另一支团队，（即TRADING），与2004年9月开始参与开发，他们一直工作至06年6月。因为这个软件是开放式的，所以任何人都可以参与开发设计。这个项目有两位法国教授领导，Olivier Brandouy （页面存档备份，存于），和Rémi Bachelet （页面存档备份，存于）。

## 特色
- 图形分析（实验后）

实验后，可以从事图形分析并将其保存。
- 实时市场走时显示

每位实验参与者都可以实时观察市场和个股走势。
- 有限制的竞价方式

这是通过模块化方式来实现的，所以其他竞价方式也可以被轻松的实现。
- 可设参型股票

研究人员可以设置各种红利，利息等参数。
- XML导出

试验结果可以被导出至XML中，用于将来分析。
- 不对称信息
- 图形分析（实验后）

实验负责人员可以通过给参与者不同的信息来创造一种不对称信息环境，并研究其影响。

### 为完成的功能
- 各种衍生产品

目前JessX不具有此项功能，但将来会被实现。
- 其他竞价方式
- .csv导出

它允许讲结果导出至一种常用电子制表文件中。